# Kompania Saperów KOP „Stolin”
Kompania Saperów KOP „Stolin” – pododdział saperów Korpusu Ochrony Pogranicza.

## Formowanie i zmiany organizacyjne
W kwietniu 1928 17 batalion graniczny sformował w Dawidgródku ośrodek wyszkolenia pionierskiego przy 5 Brygadzie Ochrony Pogranicza. 26 kwietnia 1928 na stanowisko komendanta ośrodka został wyznaczony porucznik Hieronim Kurczewski z 7 pułku saperów. Z dniem 1 marca 1931 ośrodek został zlikwidowany, a na jego bazie i drużyn pionierskich batalionów utworzona została kompania pionierów „Polesie”. Nowo utworzona kompania została tymczasowo rozmieszczona w Dawidgródku w pomieszczeniach 17 batalionu. Dowódcą kompanii został dotychczasowy komendant ośrodka wyszkolenia pionierskiego. Pod względem służbowym kompania podległa dowódcy brygady, a pod względem wyszkolenia specjalistycznego dowódcy korpusu. Jednostką formującą był 17 batalion KOP „Dawidgródek”. Dla potrzeb formującej się kompanii 62 szeregowców oddelegował 18 pułk piechoty i 30 Pułk Strzelców Kaniowskich. Kompania otrzymała nazwę wyróżniającą „Polesie”.
Na podstawie rozkazu L.dz. 1293/Org. Tj. Organizacja kompanii saperów KOP z 18 maja 1934 pododdział został przeformowany według organizacji kompanii saperów typu I.
Rozkazem dowódcy KOP z 23 lutego 1937 została zapoczątkowana pierwsza faza reorganizacji Korpusu Ochrony Pogranicza „R.3”. Jej wynikiem było między innymi ustalenie nazwy kompanii na „kompania saperów KOP «Stolin»”. Jednostką administracyjną dla kompanii był batalion KOP „Dawidgródek”.

## Działania kompanii w 1939
W marcu 1939 kompania saperów KOP „Stolin” kpt. Czesława Pawulskiego  została zmobilizowana i przedyslokowana  do rejonu operacyjnego Armii „Poznań” w rejon Kalisza. Weszła w skład formowanego 25 batalionu saperów. Prowadziła prace fortyfikacyjne w rejonie Krotoszyn-Ostrów Wielkopolski oraz na linii rzeki Prosny.
Z początkiem września kompania wycofywała się w kierunku Warszawy. 9 września została przydzielona do 17 Wielkopolskiej Dywizji Piechoty i w jej składzie wzięła udział w bitwie nad Bzurą. W trakcie walk kompania wykonywała przejścia kolumnom taborów i organizowała bierną obronę przeciwpancerną. Po walkach nad Bzurą kompania przedarła się do Warszawy, gdzie weszła w skład odwodu dowódcy obrony Warszawy. Walczyła w obronie stolicy aż do jej kapitulacji.

## Organizacja kompanii
Organizacja kompanii saperów typu I z 18 maja 1934:
- dowódca kompanii
- drużyna gospodarcza (podoficerowie: gospodarczy, sprzętowy, broni i gazowy oraz personel pomocniczy)
- I pluton saperów a. cztery drużyny
- II pluton saperów a. trzy drużyny
- III pluton saperów a. trzy drużyny

Stan osobowy kompanii wynosił 123 żołnierzy, w tym 4 oficerów, 13 podoficerów i 106 saperów

## Żołnierze kompanii
Dowódcy kompanii:
- por. sap. Hieronim Kurczewski (26 kwietnia 1928 – 23 marca 1932)
- por. sap. Walerian Klimowicz[b] (od 23 marca 1932)
- kpt. Czesław Pawulski[c].  (1939[17])

Oficerowie kompanii:
- por. Tadeusz Mazurek – zastępca dowódcy kompanii w 1939[17][18]
- por. Michał Sopata[18]